# Denominació OTAN

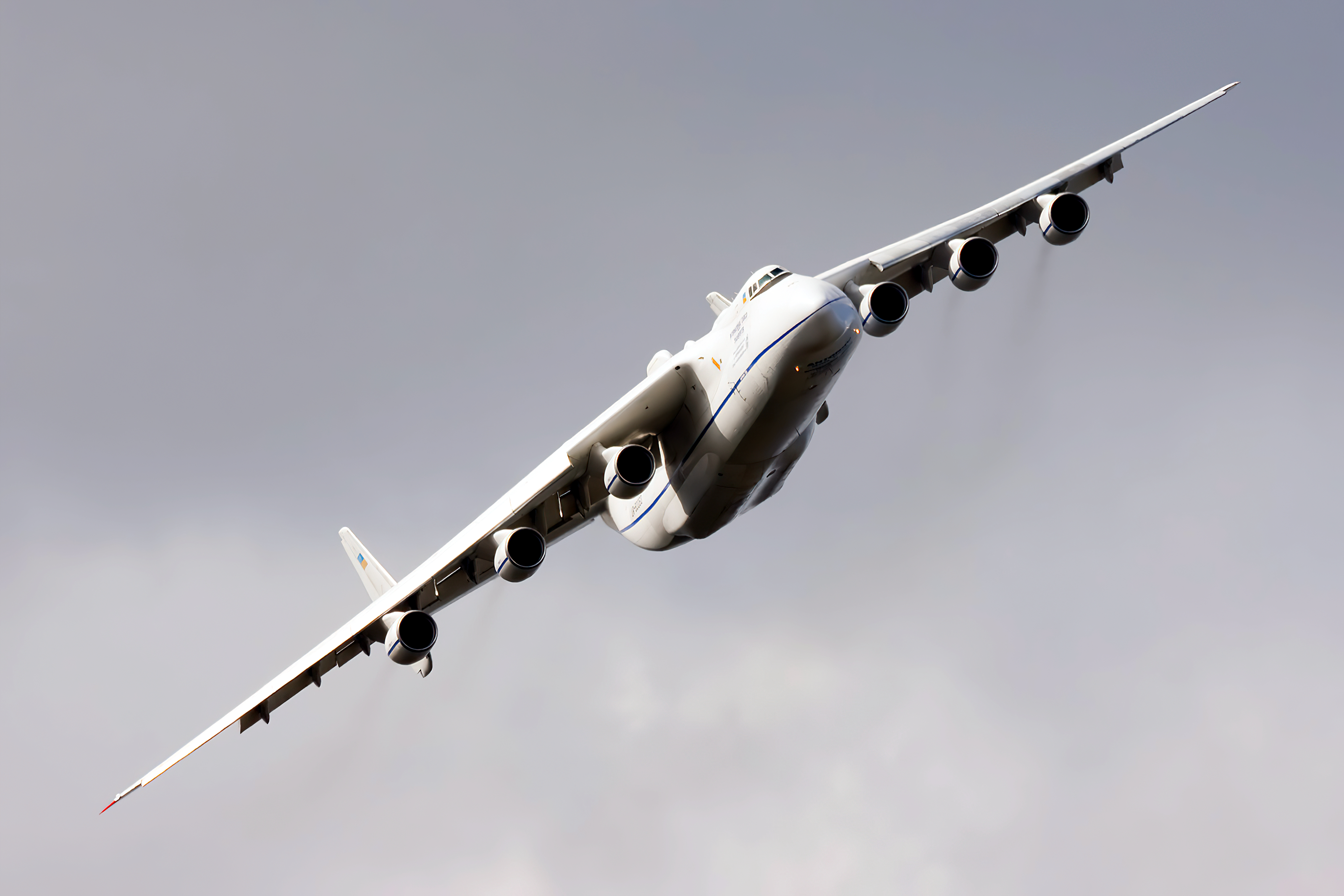
Avió de transport Antónov An-225 Mriya, designació OTAN: Cossack.

Les denominacions OTAN són criptònims per a equipament militar del bloc de l'Est (la Unió Soviètica així com els països del Pacte de Varsòvia i la Xina). La seva funció és proporcionar denominacions clares i fàcilment compreses en anglès i per tots els aliats de l'OTAN. Això es feu necessari perquè els noms originals podien ser desconeguts a occident o en forma de codis complexos difícils de memoritzar o interpretar.

## Llistes de denominacions OTAN

### Míssils
La primera lletra del codi es refereix a la tipologia del míssil:
- A — Míssils aire-aire. Per exemple l'AA-8 Aphid
- K — Míssils aire-superfície (adoptat de la mateixa denominació russa Kh)
- G — Míssils antiaeris (SAM Surface-Air-Missile en anglès), incloent-hi els míssils llançats des de vaixells de guerra o submarins.
- S — míssil superfície-superfície (engloba míssils balístics, de creuer i antitancs).

### Aeronaus
La primer lletra del codi es refereix al tipus d'aeronau:
- F — Avió caça (de l'anglès Fighter) després també utilitzat per avions d'atac. Per exemple el MiG-17 es designa "Fresco"
- B — Avió bombarder (de l'anglès Bomber)
- C — Avions comercials i de càrrega (de l'anglès Commercial)
- H — Helicòpters (de l'anglès Helicopter)
- M — Altres tipologies (de l'anglès Miscellaneous): entrenadors, de reconeixement, per a re-proveïment en vol, etc.

- Per als avions els noms d'una síl·laba són propulsats amb hèlices (incloent-hi turbohèlices), mentre que els propulsats amb motors de reacció (tipus jet) tenen noms de dues síl·labes.